# Niveria liltvedi
Niveria liltvedi is een slakkensoort uit de familie van de Triviidae. De wetenschappelijke naam van de soort is voor het eerst geldig gepubliceerd in 1984 door Gofas.